# Т382
Т382 — українська зенітна керована ракета (ЗКР) малої дальності, розроблена ДП «Державне Київське конструкторське бюро „Луч“» для україно-білоруської модернізації ЗРК Оса — Т38 «Стилет». Існує лише у вигляді макета.
ЗКР Т382 — двоступенева бікаліберна твердопаливна.
Рухова установка ракети складається зі стартового прискорювача і маршового двигуна.
Ракета має неконтактний радіо детонатор активного типу.
Зенітна керована ракета (ЗКР) призначена для ураження осколково-фугасною дією пілотованих та безпілотних засобів повітряного нападу, що летять як із дозвуковою, так і з надзвуковою швидкостями на зустрічних і догонних курсах. ЗКР забезпечує ураження цілей вдень і вночі, під різним ракурсом, в передню та задню напівсферу цілі, в простих і складних метеорологічних умовах, при активному інформаційному та маневровому протистоянні противника.

## Технічні характеристики
- Калібр ЗКР: 130/260 мм[1]
- Калібр ТПК: 348 мм
- Довжина ракети: 3160 мм
- Довжина ТПК: 3235 мм
- Стартова маса ЗКР: 140 кг
- Маса ЗКР з ТПК: 180 кг
- Маса бойової частини: 18 кг
- Максимально нормальне перевантаження: 25 g
- Зона ураження по дальності: 1,5—20 км
- Зона ураження по висоті: 0,025—10 км
- Максимальна швидкість ЗКР: 850 м/с
- Система наведення: радіокомандна